# كاساس-إيبانييث
بلدية كأساس-إيبانييث (بالإسبانية: Casas-Ibáñez) هي بلدية تقع في مقاطعة البسيط التابعة لمنطقة كاستيا لا مانتشا وسط إسبانيا.

## الديموغرافيا
بلغ عدد سكان بلدية كأساس-إيبانييث 4.818 نسمة عام 2011 (وفقاً للمعهد الوطني الإسباني للإحصاء).
| 4.041 | 4.097 | 4.234 | 4.415 | 4.530 | 4.724 | 4.818 |